# 帰還兵はなぜ自殺するのか
『帰還兵はなぜ自殺するのか』（きかんへいはなぜじさつするのか、Thank You for Your Service）は、デイヴィッド・フィンケルが執筆したノンフィクション書籍である。2015年に亜紀書房より刊行。

## 概要
ジャーナリストのデイヴィッド・フィンケルは、2007年4月にイラクのバグダッドに赴き、現地で戦うアメリカ陸軍の第16歩兵連隊第2大隊を約1年間取材した。帰国後にイラクでの戦闘の様子を『兵士は戦場で何を見たのか (The Good Soldiers)』（古屋美登里訳 亜紀書房） という本にまとめ、戦争の取材はそこで終わるはずであったが、戦地で知り合った兵士達から、多くの帰還兵が戦後も苦しんでいることを知らされる。それを聞いたフィンケルは、帰還兵とその家族、軍、医療関係者に至るまで取材を行い、2013年にこの本を執筆した。
イラク戦争に参加したアメリカ陸軍の帰還兵である5人を中心に、その戦争体験と帰還後の生活・苦悩が描かれる。文章は徹底した三人称で書かれ、感傷や著者の意見や展望などを排した作りになっている。
原題の「Thank You for Your Service」は「祖国への奉仕に感謝する」という意味の兵士への感謝を示す言葉である。
本書は2013年度全米批評家協会賞ノンフィクション部門の最終選考にも選ばれている。

## 登場人物
アダム・シューマン
アメリカ陸軍の勇敢な下士官であったが、イラク派兵中のある日を境に壊れてしまう。戦争から帰還して2年になるが、心的外傷後ストレス障害（PTSD）と外傷性脳損傷（TBI）に苦しんでいる。28歳で退役時の階級は軍曹。妻のサスキアと2人の息子がいる。
トーソロ・アイアティ
アメリカ領サモア出身の兵士。IED攻撃を受けた際に、自身が負傷しながらも横転したハンヴィーから2人の兵士を助け出したが、戦友のハーレルソンを助けられず目の前で彼が焼死してしまう。PTSDによる鬱、健忘症、暴力衝動があり、たびたび夢に出てくるハーレルソンに苦しめられてる。
ニック・デニーノ
イラクで民間人に行った暴力行為や戦友のケイジマの死の記憶に苦しんでいる。精神病院での治療を受け立ち直ろうとする。
マイケル・エモリー
アダムの部下の一人、イラクで頭部を撃ち抜かれるも生き残ったが、体には重度の障害が残っている。
ジェームズ・ドスター
アダムが一番可愛がっていた部下。IED攻撃で戦死する。
アダムの祖父
第二次世界大戦、朝鮮戦争、ベトナム戦争に従軍した帰還兵。非常に寡黙で戦争の経験もけっして話すことはなかったが、アダムにはとてもやさしかった。アダムが初めて見た、戦争で傷ついた人物。

## 映画化
2017年に映画化された。監督は映画アメリカン・スナイパーの脚本家を務めたジェイソン・ホール。